# سی‌ال‌دی کروموفور
سی‌ال‌دی کروموفور (به انگلیسی: CLD chromophore) با فرمول شیمیایی C۳۱H۳۲N۴O یک ترکیب شیمیایی است. که جرم مولی آن ۴۷۶٫۶۱ g/mol می‌باشد. 